# Sphecodes simillimus
Sphecodes simillimus är en biart som beskrevs av Smith 1873. Sphecodes simillimus ingår i släktet blodbin, och familjen vägbin. Inga underarter finns listade i Catalogue of Life.